# Pierre Bélanger
Pour les articles homonymes, voir Bélanger.
Ne doit pas être confondu avec le fondateur de Skyrock Pierre Bellanger.
Pierre Bélanger (né le 23 avril 1960 à Montréal) est un homme politique québécois, ayant occupé quelques postes ministériels au sein du gouvernement péquiste de Lucien Bouchard.

## Biographie
Né en 1960, Pierre Bélanger est le fils de Georges Bélanger, inspecteur dans un service d'urbanisme, et de Lucile Descary, directrice d'un studio de personnalité pour enfants.
Diplômé en droit de l'Université de Montréal en 1982, il est admis au Barreau du Québec en 1983. Il est avocat en droit commercial et civil dans le cabinet Bélanger et Bélanger à compter de 1983.
Au Club optimiste d'Anjou, il est secrétaire-trésorier de 1983 à 1985, puis président en 1985 et en 1986. Il occupe également la fonction de trésorier de la Société Saint-Jean-Baptiste, section Anjou-Saint-Léonard, en 1984 et en 1985. Il s'implique d'abord en politique en tant qu'adjoint au directeur du scrutin dans la circonscription de Rosemont en 1985 et en 1986. Il devient ensuite président de l'activité de course à pied Anjou-Courons en 1989 et en 1990.
Il fait son entrée en politique active lors de l'élection partielle du 20 janvier 1992 en étant élu député du Parti québécois dans Anjou, fonction dans laquelle il est réélu en 1994. Il est nommé vice-président de l'Assemblée nationale du 29 novembre 1994 au 29 janvier 1996 puis fait son entrée au conseil des ministres en tant que ministre délégué à la Réforme électorale et parlementaire et leader parlementaire du gouvernement du 29 janvier 1996 au 25 août 1997. Il est ensuite promu ministre de la Sécurité publique du 25 août 1997 au 15 décembre 1998, où il a du gérer la crise du verglas de janvier 1998. Il est défait aux élections générales de 1998. 
Il occupe le poste de président de la Commission des services juridiques du 23 juin 1999 au 9 août 2004, puis se présente en vain comme candidat dans l'arrondissement Mercier–Hochelaga-Maisonneuve de Montréal le 6 novembre 2005. Il est ensuite directeur des services administratifs au Centre de réadaptation Le Portage, directeur général de Boscoville 2000 à partir de janvier 2010, puis conseiller principal en affaires publiques chez National le 31 octobre 2011 jusqu'en mai 2015.
En 2013, il est coprésident de la campagne électorale de Denis Coderre puis devient directeur général de la Fondation de l'UQAM du 25 mai 2015 à décembre 2020. Depuis 2012, il est membre du conseil d'administration de la Chambre de commerce de l'Est de Montréal.